# Frank Demouge
Frank Demouge (Nimega, 25 giugno 1982) è un ex calciatore olandese, di ruolo attaccante.

## Carriera
La sua carriera calcistica inizia al NEC dove debutta in Eredivisie e realizza, in quattro anni, 75 presenze e 15 gol. Alla fine del quarto anno consecutivo dopo una stagione segnata dagli infortuni, la società non ha rinnovato il suo contratto.
Demouge si trasferisce all'FC Eindhoven in Eerste Divisie; durante la stagione 2005-2006 realizza 9 gol in 22 presenze.
Nell'estate 2007 ritorna nella massima divisione con il Willem II. Segna 8 gol nella prima stagione, 14 in quella successiva. Nonostante l'interesse di club come il Club Bruges e l'Heerenveen, prolunga il suo contratto con il Willem II.
Il 31 agosto 2010 firma un contratto di 3 anni con l'Utrecht. Durante le prime due stagioni, segna 15 gol in 49 partite, compresa una rete in UEFA Europa League contro il Napoli. Dopo vari infortuni, scioglie il suo contratto nell'estate 2012, un anno prima della sua scadenza.
Nel giugno 2012 firma per gli inglesi del Bournemouth, club di League One. In una stagione caratterizzata da continui infortuni, gioca 2 partite, senza segnare alcuna rete.
Dopo aver giocato metà stagione in prestito con il Roda JC, club di Eredivisie, segnando 6 gol in 11 presenze, Demouge scioglie il suo contratto con il Bournemouth, firmando per due anni con il Roda JC.